# Fumaria occidentalis
Fumaria occidentalis är en vallmoväxtart som beskrevs av Herbert William Pugsley. Fumaria occidentalis ingår i släktet jordrökar, och familjen vallmoväxter. Inga underarter finns listade i Catalogue of Life.